# Syrphoctonus nigricoxus
Syrphoctonus nigricoxus là một loài tò vò trong họ Ichneumonidae.